# Rowland S. Howard
Rowland Stuart Howard (24 de octubre de 1959 - 30 de diciembre de 2009) fue un músico australiano post-punk, quien fue guitarrista de las primeras bandas conocidas de Nick Cave, The Boys Next Door y The Birthday Party, y de Crime and the City Solution y These Immortal Souls, del cual también fue cantante. A la separación de esta última, Howard se dedicó a una carrera solista, de la cual obtuvo dos álbumes. Es considerado como uno de los guitarristas más influyentes de Australia. 

## Biografía
Nació en Melbourne, Australia, el 24 de octubre de 1959, siendo el segundo de tres hijos de John Stanton Howard y Lorraine Stuart Howard († 2003), dos músicos dedicados al género folk, siendo los otros dos hermanos, Harry (también músico de rock) y Angela. Estudió en el Swinburne Free School.
De niño, aprendió a tocar piano, de ahí, a comienzos de los años 70, tomó solo dos lecciones de guitarra, para luego comprarse un libro de acordes y enseñarse a sí mismo hasta que aprendió a escribir sus propias canciones. Tocó en esa década en diferentes bandas de la escena underground de Melbourne. A la edad de 16 años escribe lo que más tarde sería su más grande éxito creativo, la canción "Shivers".
En 1977 forma la primera de sus bandas que fueron admiradas, Young Charlatans, la cual grabó unas cuantas canciones, entre ellas, y por primera vez, "Shivers" e hizo alrededor de 13 conciertos antes de separarse en 1978. A finales de ese año, Howard se integra a The Boys Next Door, compuesto por Nick Cave en voz, Mick Harvey en guitarra, Phill Calvert en batería y Tracy Pew en bajo. El ya había conocido a la banda tiempo atrás y se había hecho gran amigo de ellos, quienes admiraban su estilo. Ese mismo año, The Boys Next Door lanza "Shivers" en sencillo homónimo, y al año siguiente lo hace dentro del álbum Door, Door. "Shivers" se convirtió en un clásico en Australia.
En 1980, el grupo se va de Melbourne y se instala en Londres, Inglaterra, en donde cambia su nombre a The Birthday Party. Allí lanzan dos álbumes, Prayers On Fire (1981) y Junkyard (1982). Sin embargo, con el tiempo, los problemas y tensiones en la banda ocasionan rupturas: además del temporal alejamiento de Tracy Pew y de la expulsión de Phill Calvert, lo que hizo que Mick Harvey dejara el puesto de guitarrista (al lado de Howard) por el de baterista, Howard y Cave no se llevaban bien por diferencias creativas, estando ausente el primero en la grabación de la canción "Mutiny In Heaven", incluida en el último EP Mutiny!, para lo cual es reemplazado por Blixa Bargeld de Einstürzende Neubauten. The Birthday Party rompe en 1983, y Cave forma Nick Cave And The Bad Seeds, junto a Harvey y Bargeld.
A mediados de la década de 1980, Howard, junto a su hermano Harry, se une a Crime and the City Solution, una banda australiana afincada en Berlín, adonde The Birthday Party también se había mudado antes de su rompimiento. La alineación de aquel grupo en ese entonces, que era la tercera, también incluyó al inglés Epic Soundtracks de Swell Maps y a Mick Harvey, quien estaba paralelamente con Nick Cave And The Bad Seeds. En 1987, tras salir de Crime and the City Solution, los hermanos Howard y Epic Soundtracks formaron These Immortal Souls, que duró hasta finales de la década de 1990.
Sus trabajos de colaboración contaron con Nikki Sudden de Swell Maps y hermano de Epic Soundtracks, y Lydia Lunch.
En 1995, Howard se restablece en su natal Melbourne, Australia. Se casó en 1998 con Jane Usher.
Tras la separación de su última banda These Immortal Souls, Howard se hace solista, lanzando solo dos álbumes, Teenage Snuff Film, de 1999, y Pop Crimes, de 2009. Ambos tuvieron buenas críticas, pero no éxito comercial.
En la década de 2000, Howard sufría de problemas de salud. Durante casi toda su vida sufrió de hepatitis C, siendo afectado por los efectos debilitantes de los medicamentos. También fue un adicto a la heroína. A finales de 2008 le fue detectado un cáncer al hígado, del cual esperaba un trasplante, pero eso no llegó a ocurrir y aquella enfermedad le causó la muerte el 30 de diciembre de 2009.
Nick Cave, al enterarse de la muerte de Howard, declaró en la página de Mute Records: "Esta es una noticia muy triste. Rowland era el guitarrista más especial, dotado e inflexible de Australia. También fue un buen amigo. Será echado de menos por muchos".
Rowland S. Howard tuvo un estilo destacado de tocar guitarra. Durante su carrera, destacaron dos guitarras: una copia de la guitarra Gibson Firebird por Ibanez, ya que estuvo inspirado por Phil Manzanera de Roxy Music, quien utiliza destacadamente esta guitarra, y una Fender Jaguar (modelo período CBS fines años 1960 o década de 1970) que se compró a finales de los años 1970 y usó desde entonces hasta los últimos años de su vida.

## Discografía
En solitario
- Teenage Snuff Film, (LP, 1999, Reliant Records)
- Pop Crimes, (LP, 2009, Liberation Music)

The Boys Next Door
- Door, Door (LP, 1979)
- Hee Haw (12" EP, 1979)

The Boys Next Door/The Birthday Party
- The Birthday Party (LP 1980). Originalmente acreditado a The Boys Next Door. Posteriormente reeditado y atribuido a The Birthday Party.

The Birthday Party
- Prayers on Fire (LP, 1981)
- Junkyard (LP, 1982) (UK No. 73)[8]
- Drunk on the Pope's Blood/The Agony Is the Ecstacy (12" EP; split compartido con Lydia Lunch)
- The Bad Seed (12" EP, 1983)
- Mutiny (12" EP, 1983)

Con Lydia Lunch
- Some Velvet Morning (12" EP, 1982)
- Honeymoon In Red (LP, 1987)
- Shotgun Wedding (LP, 1991, Triple X Records, Atavistic Records)
- Transmutation + Shotgun Wedding Live in Siberia (LP, 1994)

Crime and the City Solution
- Just South of Heaven (LP, MiniAlbum, 1985)
- The Dangling Man (12" EP, 1985)
- The Kentucky Click / Adventure (12" EP, 1986)
- Room of Lights (LP, 1986)

These Immortal Souls
- Get Lost (Don't Lie) (LP, 1987)
- I'm Never Gonna Die Again (LP, 1992)

Con Nikki Sudden
- Kiss You Kidnapped Charabanc (LP, 1987, Creation Records)
- Wedding Hotel (12" EP, 1987, Creation Records)